# Misao Yuto
Misao Yuto (三竿 雄斗 (Tam Can Hùng Đẩu) Misao Yūto, sinh ngày 16 tháng 4 năm 1991, Tokyo, Nhật Bản) là một cầu thủ bóng đá người Nhật Bản thi đấu cho Kashima Antlers.
Em trai của anh Kento cũng là một cầu thủ bóng đá hiện tại thi đấu cho Antlers.

## Thống kê sự nghiệp câu lạc bộ
Cập nhật đến ngày 23 tháng 2 năm 2018.
| 2013 | Shonan Bellmare | J1 League | 0   | 0 | 2  | 0 | – | – | – | – | – | – | 2   | 0 |
| 2014 | Shonan Bellmare | J2 League | 40  | 1 | 2  | 1 | – | – | – | – | – | – | 42  | 2 |
| 2015 | Shonan Bellmare | J1 League | 33  | 1 | 1  | 0 | 4 | 0 | – | – | – | – | 38  | 1 |
| 2016 | Shonan Bellmare | J1 League | 32  | 2 | 3  | 0 | 2 | 0 | – | – | – | – | 37  | 2 |
| 2017 | Kashima Antlers | J1 League | 2   | 0 | 1  | 0 | 1 | 0 | 2 | 0 | 1 | 0 | 7   | 0 |
| Tổng | Tổng            | Tổng      | 107 | 4 | 10 | 1 | 8 | 0 | 2 | 0 | 1 | 0 | 126 | 5 |

1Bao gồm Siêu cúp Nhật Bản.

## Thành tích
Shonan Bellmare
- J2 League (1): 2014

Kashima Antlers
- Siêu cúp Nhật Bản (1): 2017